# Bojana Panić
Bojana Panić est une actrice et mannequin serbe, née le 24 mai 1985 à Belgrade.
En tant que mannequin, elle a notamment défilé pour plusieurs grands couturiers de Paris, comme Dior ou Chanel. En 2007, elle fait ses débuts au cinéma en jouant le rôle de la Galiote dans le film Jacquou le croquant réalisé par Laurent Boutonnat. Elle enchaîne ensuite par des rôles dans Largo Winch et Liberté.

## Filmographie
- 2007 : Jacquou le Croquant de Laurent Boutonnat : La Galiote
- 2008 : Largo Winch de Jérôme Salle : Mélina
- 2009 : Liberté de Tony Gatlif : Tina